# Porte Maubec
La porte Maubec est une ancienne porte de ville bâtie au XVIe et XVIIe siècles, transformée en lieu d'exposition, située à La Rochelle en France. Elle a été classée au titre des monuments historiques en 1999.

## Historique
L'ancienne porte Maubec était adossée à l'église Saint-Sauveur et donnait accès au canal. Elle correspondait aux fortifications de la première enceinte. 
La nouvelle porte Maubec correspond à la période de la construction de l'enceinte (dite "Protestante"), autorisé par Henri IV pour englober la "prée Maubec" (entre 1590 et 1610). Elle fut percée en 1611. Elle survit aux destructions suivant le siège de 1627-1628 et à l'édification d'une nouvelle enceinte à partir de 1689. Au cours du XVIIIe siècle, elle est utilisée à des fins privées, avant de servir d'entrepôt pour un magasin d'eau de vie, puis pour l'hôpital Saint-Louis au XIXe siècle. La Porte Maubec a été entièrement rénovée au XXIe siècle pour en faire un espace culturel, lieu d'exposition ou d'événement lié aux arts,,.
Le bâtiment est classé au titre des monuments historiques par arrêté du 14 mai 1999.

## Description

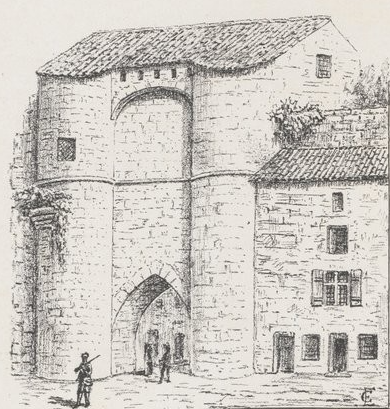
Ancienne porte Maubec, selon Émile Couneau dans La Rochelle disparue, 1904.
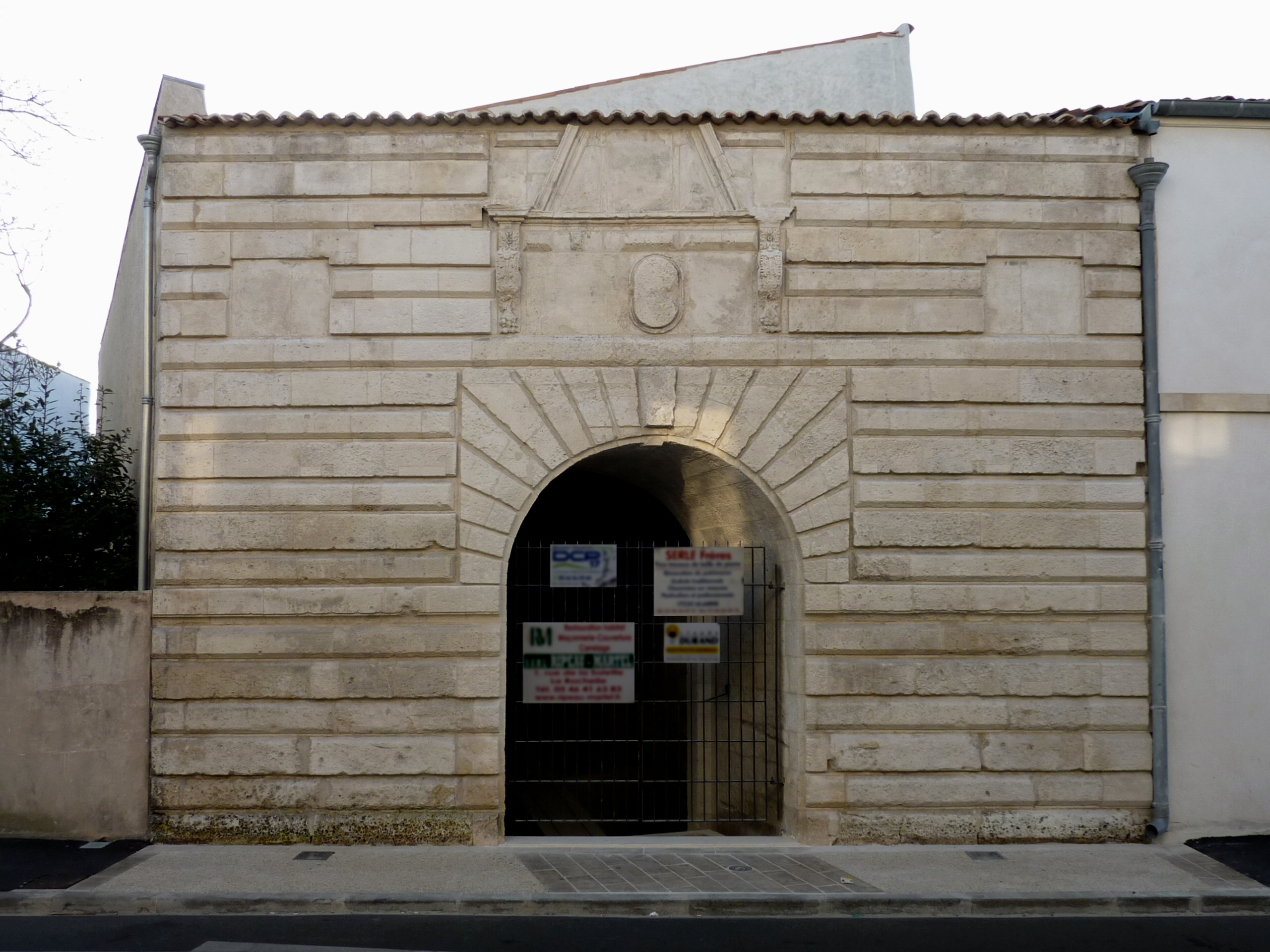
La porte vue depuis l'intérieur de l'enceinte.
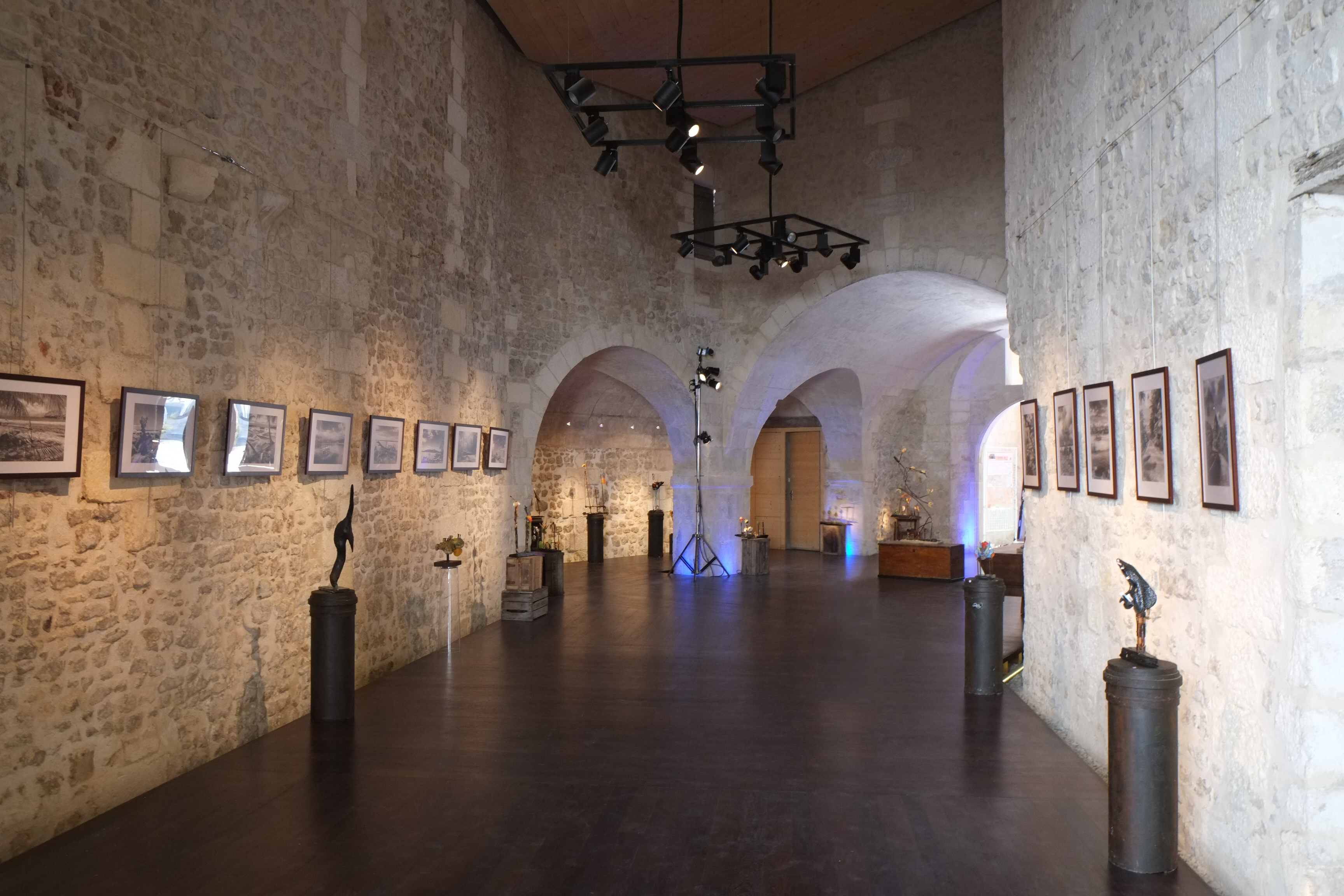
Intérieur du bâtiment en 2014.